# Список эпизодов телесериала «Горячая точка»
Список серий канадского телесериала «Горячая точка», который выходил на канале CTV в эфир с 11 июля 2008 года по 13 декабря 2012 года.

## Обзор сезонов
| Сезон | Сезон | Эпизоды | Оригинальная дата эфира | Оригинальная дата эфира |
| Сезон | Сезон | Эпизоды | Премьера сезона         | Финал сезона            |
| ----- | ----- | ------- | ----------------------- | ----------------------- |
|       | 1     | 13      | 11 июля 2008            | 13 февраля 2009         |
|       | 2     | 18      | 27 февраля 2009         | 20 ноября 2009          |
|       | 3     | 13      | 16 июля 2010            | 6 февраля 2011          |
|       | 4     | 18      | 8 июля 2011             | 13 декабря 2011         |
|       | 5     | 13      | 20 сентября 2012        | 13 декабря 2012         |

## Список серий

### Сезон 1 (2008—2009)
| № общий | № в сезоне | Название                                          | Режиссёр       | Автор сценария                     | Дата премьеры    |
| --- | ---------- | ------------------------------------------------- | -------------- | ---------------------------------- | ---------------- |
| 1 | 1          | «Scorpio» «Скорпион»                              | David Frazee   | Stephanie Morgenstern & Mark Ellis | 11 июля 2008     |
| Группа Один имеет дело с человеком, который только что убил свою жену и взял женщину в заложники за пределами офисного здания. Однако, ситуация ухудшается, когда его сын прибывает на место происшествия, и Эд Лейн вынужден применить смертельное оружие. Тем временем в Группу Один прибывает Сэм Брэддок.                                                                                       |            |                                                   |                |                                    |                  |
| 2 | 2          | «First in Line» «Первый в очереди.»               | David Frazee   | Stephanie Morgenstern & Mark Ellis | 18 июля 2008     |
| Умирающая девушка отчаянно нуждается в пересадке сердца. Её отец (приглашённая звезда Генри Черни) получает уведомление о том, что появилось донорское сердце. По прибытии в больницу обнаруживается, что сердце будет отдано другому, разозленный отец берет в заложники больничное крыло и требует, чтобы сердце отдали его дочери.                                                               |            |                                                   |                |                                    |                  |
| 3 | 3          | «The Element of Surprise» «Элемент неожиданности» | David Frazee   | Stephanie Morgenstern & Mark Ellis | 24 июля 2008     |
| Наркоторговец берет в заложники полицейского под прикрытием и бывшего наркомана. Когда прибывает Группа Один, наркоторговец начинает уничтожать наркотики. Бывшему наркоману предстоит сделать сложный выбор. |            |                                                   |                |                                    |                  |
| 4 | 4          | «Asking for Flowers»                              | Clark Johnson  | Tassie Cameron                     | 31 июля 2008     |
| Полицейский, который избивает свою жену, оказывается в заложниках у её сестры. Ворди рассказывает о своей жене. |            |                                                   |                |                                    |                  |
| 5 | 5          | «Who's George» «Кто такой Джордж?»                | Holly Dale     | Adam Barken                        | 7 августа 2008   |
| Грабитель берет заложников в городском банке, но оказывается что это бывший служащий, который был уволен. Неспособный позаботиться о жене с болезнью Альцгеймера, он жаждет отомстить человеку, который его уволил. |            |                                                   |                |                                    |                  |
| 6 | 6          | «Attention Shoppers» «Требующие внимания»         | Holly Dale     | Tracey Forbes                      | 14 августа 2008  |
| Таша Редфорд (приглашённая звезда Сара Гадона) 16-летний подросток, живущая с матерью-алкоголичкой, работающая в местном торговом центре, конфликтует с девочками из банды, после того, как она пожаловалась на попытку изнасилования. Таша случайно стреляет в одну из девочек. |            |                                                   |                |                                    |                  |
| 7 | 7          | «He Knows His Brother» «Он знает своего брата»    | Stephen Surjik | Adam Barken                        | 21 августа 2008  |
| Подросток сбегает из военного училища, чтобы спасти младшего брата от оскорблений отца. Он использует тактику выживания, которую изучал в военном училище, чтобы скрыться от ГСР. Паркер вынужден обратиться к младшему брату за помощью. |            |                                                   |                |                                    |                  |
| 8 | 8          | «Never Kissed a Girl» «Нецелованный девушкой»     | Charles Binamé | Esta Spalding                      | 11 сентября 2008 |
| Молодой человек по имени Майкл Джеймисон (приглашённая звезда Мфо Коухо), держит в заложниках Эда и чиновника суда и требует прокурора, который посадил его в тюрьму за изнасилование и убийство, которые он не совершал. Группа Один пытается спасти Эда и арестовать Майкла. Изучая прокурорский отчет они обнаруживают, что некоторые улики не учтены, что и привело к обвинительному приговору. |            |                                                   |                |                                    |                  |
| 9 | 9          | «Planets Aligned»                                 | Kelly Makin    | Tracey Forbes                      | 18 сентября 2008 |
| Мужчина средних лет похищает девочку и приводит к себе домой. ГСР начинает переговоры о её освобождении, но в доме есть ещё одна заложница, и она решает, что Группа Один является врагом. |            |                                                   |                |                                    |                  |
| 10 | 10         | «Eagle Two» «Орел два»                            | Stephen Surjik | Tassie Cameron                     | 9 января 2009    |
| Группе Один предстоит защитить миллиардера и его жену. В отеле, где проходит вечеринка, обнаружена бомба. Жена миллиардера похищена. |            |                                                   |                |                                    |                  |
| 11 | 11         | «Backwards Day» «Прошлый день»                    | Eric Canuel    | Esta Spalding                      | 16 января 2009   |
| Обезумевшая жена (приглашённая звезда Кристин Бут), угрожает ножом женщине, которую подозревает в любовной связи с мужем. Женщина всё отрицает. Задача становится более трудной, когда заложница признаётся, что она беременна от мужа похитительницы. |            |                                                   |                |                                    |                  |
| 12 | 12         | «Haunting the Barn»                               | David Frazee   | Mark Ellis & Stephanie Morgenstern | 23 января 2009   |
| Бывший учитель Эда, Дэнни Рэнгфорд, ветеран ГСР (приглашённая звезда Рон Ли), чувствует себя виновным в смерти маленького мальчика почти двадцать лет назад, и запирается в Штабе ГСР, чтобы совершить самоубийство. Эд должен, убедить Дэнни не делать этого. |            |                                                   |                |                                    |                  |
| 13 | 13         | «Between Heartbeats» «Между ударами сердца»       | David Frazee   | Mark Ellis & Stephanie Morgenstern | 13 февраля 2009  |
| Снайпер, который берёт под свой контроль здание муниципалитета, начинает стрелять в людей, и Группе Один необходимо его остановить. Они узнают, что стрелок - Петер Томасич, сын человека, которого Эд застрелил в первой серии. Когда Томасич стреляет в Джулс, Эд рискует своей жизнью, чтобы захватить его.                                                                                      |            |                                                   |                |                                    |                  |

### Сезон 2 (2009—2010)
| № общий | № в сезоне | Название                                                      | Режиссёр        | Автор сценария                                   | Дата премьеры    |
| --- | ---------- | ------------------------------------------------------------- | --------------- | ------------------------------------------------ | ---------------- |
| 14 | 1          | «Business as Usual» «Обычный бизнес»                          | David Frazee    | Stephanie Morgenstern & Mark Ellis               | 27 февраля 2009  |
| Трое мужчин (Хью Томпсон, Грег Споттисвуд, и Питер Макнеилл), которые недавно потеряли свои дома, берут в заложники ответственного за ипотечное кредитование. Один из них облил себя бензином и угрожет сжечь себя в прямом эфире, если его требования не будут выполнены. Ситуация разрешилась мирным путём. Донна Сабина (Джесика Стин) заменяет Джулс на время её отпуска из-за ранения. |            |                                                               |                 |                                                  |                  |
| 15 | 2          | «The Fortress» «Крепость»                                     | Eric Canuel     | Ian Weir                                         | 6 марта 2009     |
| Двое детей, их русская няня и сосед взяты в заложники, когда в дом проникает группа воров. ГСР начинает переговоры, но ситуация осложняется, когда Миша, лидер воров, убивает одного из заложников. |            |                                                               |                 |                                                  |                  |
| 16 | 3          | «Clean Hands» «Чистые руки»                                   | David Frazee    | Adam Barken                                      | Stephen Surjik   |
| ГСР нужно защитить серийного убийцу, который признался в преступлениях и теперь возвращается в Канаду. Группа Один подвергается нападению, Сэм взят в заложники отцом жертвы, надеющимся совершить самосуд. Чтобы вызволить Сэма, Паркер просит оставить убийцу в руках агента, который, как оказалось тоже жаждет мести. Донна вынуждена стрелять в агента прежде, чем она убьет свою цель |            |                                                               |                 |                                                  |                  |
| 17 | 4          | «Aisle 13» «Проход 13»                                        | Stephen Surjik  | James Hurst                                      | 3 апреля 2009    |
| Два подростка берут заложников, при неудачном ограблении супермаркета. |            |                                                               |                 |                                                  |                  |
| 18 | 5          | «The Perfect Family» «Идеальная семья»                        | Eric Canuel     | Adam Barken & John Callaghan                     | 10 апреля 2009   |
| Молодая женщина отдает своего сына на усыновление, но когда в её жизнь возвращается отец ребёнка, они решают, что хотят вернуть сына и похищают его из приемной семьи. Паркер начинает переговоры, но поставлен в такое положение, где он может сохранить или ребёнка, или отца. |            |                                                               |                 |                                                  |                  |
| 19 | 6          | «Remote Control» «Дистанционное управление»                   | Charles Biname  | Russ Cochrane                                    | 24 апреля 2009   |
| Молодой человек уговорил своего брата, чтобы тот использовал своё положение в электронном банке и погасил его игорный долг. Однако, как только сделка завершена, выясняется, что мексиканская банда похитила беременную жену молодого человека, и требует $ 500,000 в обмен на её жизнь. |            |                                                               |                 |                                                  |                  |
| 20 | 7          | «Perfect Storm» «Идеальный шторм»                             | Holly Dale      | Tassie Cameron                                   | 1 мая 2009       |
| Школьник приносит пистолет в школу, чтобы отомстить некоторым хулиганам, которые унизили перед всей школой. Ситуация осложняется, когда охранник считает, что мальчик убил его сына и отправляется на его поиски. |            |                                                               |                 |                                                  |                  |
| 21 | 8          | «Last Dance» «Последний танец»                                | Charles Biname  | Mark Ellis & Stephanie Morgenstern               | 8 мая 2009       |
| Когда Лаура (Кэтлин Манро) узнает, что у неё смертельное заболевания головного мозга, решает свести счеты с жизнью. Её жених (Люк Кирби) обещает ей одну ночь, где они будут делать все, что она захочет. После неоплаченного счета в ресторане и ограбления ломбарда, они берут заложников на свадьбе, где и планируют убить себя после того, как станцуют последний танец. |            |                                                               |                 |                                                  |                  |
| 22 | 9          | «Exit Wounds» «Сквозные ранения»                              | David Frazee    | Russ Cochrane                                    | 15 мая 2009      |
| Мальчик Матти, становится свидетелем убийства. Его брат Дерек прячет его в больнице, но банда преследует их, намереваясь убить всех свидетелей преступления. Группа Один должна предотвратить убийства Дерека и членов банды. |            |                                                               |                 |                                                  |                  |
| 23 | 10         | «One Wrong Move» «Одно неверное движение»                     | David Frazee    | Mark Ellis & Stephanie Morgenstern & James Hurst | 25 сентября 2009 |
| Несколько бомб заложено экстремистской группой защитников окружающей среды. У Группы Один есть только девяносто минут, чтобы предотвратить взрывы. В то время как Спайк обезвреживает одну бомбу, Лу случайно наступает на мину. Спайк любым способом пытается спасти своего друга. Но когда стало ясно, что любая попытка спасти его, скорее всего, приведет к смерти Спайка, Лу принёс себя в жертву. |            |                                                               |                 |                                                  |                  |
| 24 | 11         | «Never Let You Down» «Не подведу тебя»                        | Ken Girotti     | James Hurst & Shelley Scarrow                    | 2 октября 2009   |
| Группа Один должна спасти молодую женщину (Joanna Douglas), которую похитил человек (Brian Markinson) с бредовыми идеями, что она его пропавшая дочь. Джулс убеждает его отпустить её. В команде появляется новый человек Лия Кернс (Olunike Adeliyi) |            |                                                               |                 |                                                  |                  |
| 25 | 12         | «Just a Ma» «Просто человек»                                  | Holly Dale      | Riley Adams                                      | 9 октября 2009   |
| Во время слушания об условно-досрочном освобождении, в тюрьме начинается бунт. В заложники попадают мать и дочь, которые присутствовали на слушании. |            |                                                               |                 |                                                  |                  |
| 26 | 13         | «Custody» «Опека»                                             | Paul A. Kaufman | Bob Carney                                       | 16 октября 2009  |
| После победы в суде об опеке над своими детьми, мужчина берет юриста в заложники. Джулс обнаруживает, что дети пропали. |            |                                                               |                 |                                                  |                  |
| 27 | 14         | «Coming to You Live» «В прямом эфире»                         | Charles Biname  | Ian Weir                                         | 23 октября 2009  |
| Ведущий радиошоу (приглашённая звезда Майкл Райли) берет в заложники политика и угрожает убить его в прямом эфире, если он не признается в том, что он убийца. |            |                                                               |                 |                                                  |                  |
| 28 | 15         | «The Farm» «Ферма»                                            | Ian Weir        | Eric Canuel, Melissa R. Byer & Treena Hancock    | 30 октября 2009  |
| Полиция арестовывает женщину за то, что она ограбила сельский мини-маркет. Оказывается, что она убежала из малочисленного сообщества, известного как «Ферма», после того, как услышала о плане массового убийства. |            |                                                               |                 |                                                  |                  |
| 29 | 16         | «You Think You Know Someone» «Вы думаете, что знаете кого-то» | David Frazee    | Adam Barken                                      | 6 ноября 2009    |
| Паркер попадает в ловушку. Группа Один пытается разыскать его. Похитители Паркера требуют, чтобы он раскрыть тайну из своего прошлого. Секрет Паркера касается восьмилетней девочки по имени Хейли, чья мать умерла во время перестрелки, когда Паркер и его коллеги обыскивали её дом. Похитители Паркера убеждены, что он выстрелил в мать Хейли, а затем заботился о ней из чувства вины. |            |                                                               |                 |                                                  |                  |
| 30 | 17         | «The Good Citizen» «Добропорядочный гражданин»                | Tim Southam     | Peter Mitchell                                   | 13 ноября 2009   |
| Роберт Купер устраивает самосуд, после того, как его брат умирает от передозировки наркотиков. Группа Один пытается остановить Купера прежде, чем он убьет кого-то. Он направляется к братьям Стил, двум богатым мужчинам, которые распространяют наркотики. Тем временем Лия плохо отзывается о районе в котором рос Ворди, и они ссорятся. |            |                                                               |                 |                                                  |                  |
| 31 | 18         | «Behind the Blue Line» «За голубой линией»                    | David Frazee    | Mark Ellis & Stephanie Morgenstern               | 20 ноября 2009   |
| На хоккейной арене, которую планирует сносить, раздаются выстрелы. Даррен Ковач, бывший солдат страдает от чувства вины выжившего, когда его друзья были убиты в Афганистане. Ковач вернулся на арену, потому что это единственное место, где он чувствует себя комфортно, и пытается предотвратить снос. Сэм использует свой военный опыт, чтобы попытаться уговорить его сдаться, но Ковач берет в заложники Спайка, не оставив Эду иного выбора, кроме как стрелять в него. После неудачной попытки спасти Ковача, Сэм заявляет о своем уходе из ГСР. |            |                                                               |                 |                                                  |                  |

### Сезон 3 (2010—2011)
| № общий | № в сезоне | Название                                         | Режиссёр       | Автор сценария                     | Дата премьеры    |
| --- | ---------- | ------------------------------------------------ | -------------- | ---------------------------------- | ---------------- |
| 32 | 1          | «Unconditional Love» «Безусловная любовь»        | David Frazee   | Stephanie Morgenstern & Mark Ellis | 16 июля 2010     |
| Беглый преступник берет в заложники подростка и маленького ребёнка в мотеле. Эд сталкивается со своим младшим братом Роем, который игнорирует приказ Эда, вследствие чего погибает напарник Роя. Группа Один проникает в комнату, но подросток необъяснимо исчез. Появляется информация, что он является серийным убийцей. Эд, Сэм и Ворди пытаются остановить мальчика, прежде чем он убьет кого-то. Тем временем, Паркер и Джулс узнают, что подросток не психопат, но страдает синдромом Аспергера. |            |                                                  |                |                                    |                  |
| 33 | 2          | «Severed Ties» «Разорванные связи»               | Holly Dale     | Treena Hancock & Melissa R. Byer   | 6 августа 2010   |
| Двое детей были похищены женщиной владеющей ножом, без видимых мотивов. ГСР узнает, что она недавно была освобождена из тюрьмы, лишена родительских прав и надеется вернуть своих детей, которые отданы в приемные семьи. Когда у одной из девочек начинается аллергия, женщина берет заложников в аптеке. |            |                                                  |                |                                    |                  |
| 34 | 3          | «Follow the Leader» «Следуй за лидером»          | David Frazee   | James Hurst                        | 13 августа 2010  |
| ГСР устраивает облаву на заброшенный стекольный завод, где находится база расистов, которые собираются организовать крупные взрывы. Во время облавы сержанта Грега Паркера ранили. Оказалось, что в 911 позвонил один из членов группировки, который продолжает ходить на встречи из-за младшего брата. ГСР вычислила, что пропали 3 бомбы. Один из подрывников, младший брат звонившего, находится в управлении гражданства и иммиграции. ГСР следует за ним. |            |                                                  |                |                                    |                  |
| 35 | 4          | «Whatever It Takes» «Все, что нужно»             | Holly Dale     | Grame Manson                       | 20 августа 2010  |
| ГСР реагирует на похищение студента средней школы. На следующий день он поднимается на крышу школы, угрожая прыгнуть. Паркер идет к нему, а Группа Один узнает о злоупотреблении своим положением тренером баскетбольной команды. |            |                                                  |                |                                    |                  |
| 36 | 5          | «The Other Lane» «Другой Лейн»                   | Erik Canuel    | Bobby Theodore                     | 3 сентября 2010  |
| Когда Группа Один реагирует на выстрелы, они обнаруживают, что брат Эда, Рой связан с торговцем оружием. Уволенный из полиции и подозреваемый в краже 100 000 $ из хранилища улик, Рой проникает в окружение торговца оружием. Но он вынужден раскрыть своё прикрытие, чтобы спасти Джулс. Торговец оружием стреляет в Роя, прежде, чем быть застреленным Сэмом. Рой выживает, так как был в бронежилете. |            |                                                  |                |                                    |                  |
| 37 | 6          | «Jumping at Shadows» «Прыжок в тень»             | Kelly Makin    | Mark Ellis & Stephanie Morgenstern | 10 сентября 2010 |
| Алексис почти не выходит из дома и её единственный друг - оператор службы 911. Именно она вызывает группу 1, услышав по телефону выстрелы. Выясняется, что девочка и её семья находятся под программой защиты свидетелей, после того как Алексис стала свидетельницей убийства, совершенного тремя коррумпированными полицейскими. Тем временем сын Грега Дин приезжает в штаб ГСР. |            |                                                  |                |                                    |                  |
| 38 | 7          | «Acceptable Risk» «Оправданный риск»             | David Frazee   | Pam Davis                          | 17 сентября 2010 |
| Сюжет закручивается вокруг расследования правильности действий Группы Один на задании. В городском музее произошло массовое убийство. Группе Один понадобилось 37 минут, чтобы обезвредить стрелка, тогда как они должны были уложиться в 15. Сталкиваясь с критикой со стороны агента, расследующей данную ситуацию, команда должна объяснить свои действия. Первоначально подозревалось, что убийства случайны, но появляются все больше доказательств, что убийства спланированы. Преступница — женщина, обезумевшая после смерти мужа от аллергической реакции на медицинский препарат. Когда её попытка вынудить компанию изменить препарат, терпит неудачу, она решает мстить, убивая всех причастных. Тем временем Эд обнаруживает, что занимающийся расследованиями агент обвиняет Паркера в смерти своего партнёра, когда он присоединился к ГСР. |            |                                                  |                |                                    |                  |
| 39 | 8          | «Collateral Damage» «Сопутствующий ущерб»        | Kelly Makin    | Aaron Brindle                      | 4 января 2011    |
| Фрэнка Маккормика обвиняют в смерти его маленькой дочери. После того, как его жена свидетельствует против него в суде, он попадает в фургон для перевозки заключённых с преступником, который планирует побег. Фрэнк использует возможность стать свободным, чтобы доказать свою невиновность. Для этого он берет в заложники медицинского эксперта, которая утверждала, что девочка была убита. Эд получает известие, что его жена попадает в больницу из-за осложнений с беременностью. |            |                                                  |                |                                    |                  |
| 40 | 9          | «Thicker Than Blood» «Гуще, чем кровь»           | David Frazee   | Andrea Stevens                     | 11 января 2011   |
| Попытка снять деньги со счета, переходит в ограбление банка. Деньги необходимы для спасения ребёнка, болеющего лейкозом. |            |                                                  |                |                                    |                  |
| 41 | 10         | «Terror» «Террор»                                | Érik Canuel    | Melissa R. Byer & Treena Hancock   | 18 января 2011   |
| В свой выходной Джулс попадает в заложники в ресторане. Подозреваемый утверждает, что владелец ресторана — террорист, взорвавший бомбу, которая убила много людей. Расследование ГСР приводит к опровержению данного обвинения. Группа Один выясняет, что подозреваемый — шизофреник. |            |                                                  |                |                                    |                  |
| 42 | 11         | «No Promises» «Никаких обещаний»                 | Charles Binamé | Russ Cochrane                      | 25 января 2011   |
| Автобус, перевозивший заключённых, попадает в аварию. Офицер Оливер МакКой, из 52 отделения, первый куратор Спайка, ранен. После прибытия Группы Один на место происшествия, выясняется, что МакКой связан с торговцами наркотиками и похитил заключённого. Спайк пытается спасти своего наставника. |            |                                                  |                |                                    |                  |
| 43 | 12         | «I'd Do Anything» «Я готов на все»               | Helen Shaver   | Pamela Davis & Bobby Theodore      | 1 февраля 2011   |
| Джеки была поймана, когда просматривала данные кредитных карт, и теперь работает информатором. Её парень Александр Карсон клонирует кредитные карты. Когда Джеки сообщает, что произойдет встреча между её другом и Марком Гриффином, подозревающимся в воровстве данных, Группа Один должна арестовать их во время сделки. Но Джеки и Карсон сбегают. Жена Эда ставит ему ультиматум, чтобы тот выбрал, что для него важнее: семья или Группа Один. |            |                                                  |                |                                    |                  |
| 44 | 13         | «Fault Lines (Part 1)» «Линия разлома (Часть 1)» | Helen Shaver   | Pamela Davis & Bobby Theodore      | 1 февраля 2011   |
| Военный психолог, доктор Тот (Виктор Гарбер), имееющий репутацию «ломать команды», должен дать психологическую оценку Группе Один. Эд был ранен преступником, когда ехал на роды жены. |            |                                                  |                |                                    |                  |

### Сезон 4 (2011—2012)
| № общий | № в сезоне | Название                                         | Режиссёр            | Автор сценария                                  | Дата премьеры    |
| --- | ---------- | ------------------------------------------------ | ------------------- | ----------------------------------------------- | ---------------- |
| 45 | 1          | «Fault Lines (Part 2)» «Линия разлома (Часть 2)» | Kelly Makin         | Mark Ellis & Stephanie Morgenstern              | 8 июля 2011      |
| Группа Один пытается найти стрелка, который ранил Эда. Виновником оказался мужчина, женатый на женщине — военной, которая находится под давлением группы, занимающейся контрабандой наркотиков через военные каналы из Афганистана. Джулс и Сэм идут на рискованный шаг, чтобы захватить преступника. После этого доктор Тот, позволяет Группе Один остаться в прежнем составе, но на испытательный срок.                                                                                       |            |                                                  |                     |                                                 |                  |
| 46 | 2          | «Good Cop» «Хороший полицейский»                 | John Fawcett        | Michael MacLennan                               | 15 июля 2011     |
| Группа Один получает задание защитить полицейского, которого обвинили в убийстве подростка, но потом оправдали. Отец мальчика подстрекает толпу, требуя наказания для убийцы его сына. Ситуация усложняется стремлением к мести подруги убитого подростка. |            |                                                  |                     |                                                 |                  |
| 47 | 3          | «Run, Jaime, Run» «Беги, Джейми, беги»           | Kelly Makin         | Ian Weir                                        | 22 июля 2011     |
| Группа Один идет по следу корпоративного грабителя, который транслирует свои грабежи в Интернете и имеет тысячи последователей. Однако, грабитель стремится к «великому финалу», не сознавая, что он обманут пасынком филантропа, изображающего из себя девочку-подростка, которую избивает отец. |            |                                                  |                     |                                                 |                  |
| 48 | 4          | «Through a Glass Darkly» «Сквозь тусклое стекло» | John Fawcett        | Andrew Wreggitt                                 | 29 июля 2011     |
| Группа Один расследует дело о похищении матери и дочери. |            |                                                  |                     |                                                 |                  |
| 49 | 5          | «The Better Man» «Лучший человек»                | David Frazee        | Michael MacLennan                               | 5 августа 2011   |
| Во время рейда по аресту членов наркокартеля ситуация осложняется тем, что агент под прикрытием влюблён в подругу лидера картеля и отказывается от помощи Группы Один. Ворди скрывает тайну, которая может поставить под угрозу его карьеру. |            |                                                  |                     |                                                 |                  |
| 50 | 6          | «A Day in the Life» «Один день из жизни»         | Jim Donovan         | Mark Ellis & Stephanie Morgenstern              | 12 августа 2011  |
| День святого Валентина является одним из самых сложных дней в году, из-за множества самоубийств и заложников. Новичок Раф заменяет Ворди. Группе Один нужно разделиться. Вдовец пытается покончить жизнь самоубийством, разъяренная мать держит в заложниках менеджера своей дочери, которая работает в стрип-клубе, стрелок, который одержимо влюблён в своего босса. Последняя жертва проявляет романтический интерес к Грегу.                                                                |            |                                                  |                     |                                                 |                  |
| 51 | 7          | «Shockwave» «Ударная взрывная волна»             | JDavid Frazee       | Larry Bambrick                                  | 19 августа 2011  |
| Спайк должен покинуть умирающего отца, чтобы помочь Группе Один обезвредить бомбу. Оказывается, что бомб две и они взрываются. Спайк, Раф, Сэм и шесть гражданских лиц оказываются в ловушке. Затем Спайк обнаруживает сложную химическую бомбу, которая взорвавшись, обрушит все здание. Виновником является один из гражданских лиц, оказавшихся в ловушке, он решил отомстить фирме, которая незаконно обвинила его в том, что он продает их секреты конкурентам.                            |            |                                                  |                     |                                                 |                  |
| 52 | 8          | «Grounded» «Приземление»                         | David Frazee        | Mark Ellis & Stephanie Morgenstern              | 19 сентября 2011 |
| Захвачен пассажирский самолёт. Захватчики требуют освободить осужденного за убийство полицейского. Группе Один необходимо проникнуть в самолёт, чтобы спасти заложников. |            |                                                  |                     |                                                 |                  |
| 53 | 9          | «The War Within» «Предел войны»                  | David Frazee        | Daniel Godwin & Michael MacLennan               | 27 августа 2011  |
| Группа Один реагирует на звонок в 911. Подросток в маске угрожает пистолетом группе подростков и похищает Джо Стэника. Оказывается, что Джо выложил в интернете видео, которое унижает Райана Белла, вызывает оскорбления в школе и непонимание родителей. Теперь, Райан пытается самоутвердиться и вернуть уважение родителей. Не получая этого, он пытается покончить жизнь самоубийством. Паркер, вдохновленный борьбой Райана, набирается смелости позвонить женщине, которая ему нравится. |            |                                                  |                     |                                                 |                  |
| 54 | 10         | «The Cost of Doing Business» «Цена бизнеса»      | David Frazee        | Mark Ellis & Stephanie Morgenstern              | 4 октября 2011   |
| В парке проходит передача выкупа за заложника. Девочка-подросток случайно находит сумку с деньгами и звонит 911. Группа Один реагирует на вызов. Эд просит о помощи Ворди, который работает в отделе по борьбе с бандитизмом. |            |                                                  |                     |                                                 |                  |
| 55 | 11         | «Wild Card» «Дикая Карта»                        | Brett Sullivan      | Karen Walton                                    | 11 октября 2011  |
| Женщина приходит в банк, чтобы снять деньги. Служащая банка звонит в полицию, когда замечает, что клиентка нервничает. Группа Один приезжает в банк, но женщина сбегает. |            |                                                  |                     |                                                 |                  |
| 56 | 12         | «A New Life» «Новая жизнь»                       | Kelly Makin         | Adam Barken                                     | 1 ноября 2011    |
| Донна Сабин выходит замуж. На её свадьбе начинается стрельба. Группа Один выясняет, что это связано с её работой под прикрытием в криминальном семействе. |            |                                                  |                     |                                                 |                  |
| 57 | 13         | «A Call to Arms» «Призыв к оружию»               | Érik Canuel         | Alex Levine                                     | 8 ноября 2011    |
| Хозяйка маленького китайского магазинчика возглавляет в своем районе борьбу против рекетиров. |            |                                                  |                     |                                                 |                  |
| 58 | 14         | «Day Game» «День игры»                           | Kelly Makin         | Aubrey Nealon                                   | 15 ноября 2011   |
| Бывший полицейский организовывает мнимое ограбление, чтобы доказать Грегу Паркеру, что он - хороший коп. Команда один в тупике: они не могут предпринять ничего, не рискуя при этом жизнью босса. |            |                                                  |                     |                                                 |                  |
| 59 | 15         | «Blue on Blue» «Огонь по своим»                  | Stefan Pleszczynski | Adam Barken                                     | 22 ноября 2011   |
| Спайк приезжает на помощь Натали и попадает в ловушку. Он вынужден играть против своих. Подавая зашифрованные сигналы своей команде, офицер Скарлатти выводит их на след бандитов. |            |                                                  |                     |                                                 |                  |
| 60 | 16         | «Team Player» «Командный игрок»                  | Kelly Makin         | Michael MacLennan                               | 28 ноября 2011   |
| Во время драки из закрытой психиатрической больницы сбегает пациент Чарли. Когда-то он случайно столкнул с трибуны одноклассника, издевавшегося над ним. Команда пытается понять, зачем он разыскивает старого школьного друга - единственного, кто не забыл Чарли. |            |                                                  |                     |                                                 |                  |
| 61 | 17         | «Priority of Life» «Приоритет жизни»             | David Frazee        | Mark Ellis, Stephanie Morgenstern & Alex Levine | 6 декабря 2011   |
| В то время как сержанта Паркера отстраняют от работы, Группа 1 принимает вызов на завод по производству вакцины от сибирской язвы. Джулс оказывается с субъектом и заложниками в запертом помещении, по которому распространяется вирус. Сэм должен принять решение, от которого зависит слишком многое, в том числе и останутся ли они с Джулс в одной группе. |            |                                                  |                     |                                                 |                  |
| 62 | 18         | «Slow Burn» «Медленное горение»                  | Kelly Makin         | Mark Ellis & Stephanie Morgenstern              | 13 декабря 2011  |
| Начальник пожарной команды мстит за её погибшего члена. Сержант Паркер должен не только помочь ему вспомнить, кто он есть на самом деле, но и сделать самый тяжелый выбор за всю свою службу. |            |                                                  |                     |                                                 |                  |

### Сезон 5 (2012)
| № общий | № в сезоне | Название                                             | Режиссёр            | Автор сценария                                             | Дата премьеры    |
| --- | ---------- | ---------------------------------------------------- | ------------------- | ---------------------------------------------------------- | ---------------- |
| 63 | 1          | «Broken Peace» «Разбитый мир»                        | Kelly Makin         | Mark Ellis & Stephanie Morgenstern                         | 20 сентября 2012 |
| Команда 1 пытается обезвредить Джеймса Митчелла, который преследует свою бывшую жену. Он уверен, что она намеренно не дает ему общаться с дочерью. Но у девушки на этот счет своё - очень определённое - мнение. Раф должен сделать сложный выбор и понимает, что не может работать в ГСР.                                          |            |                                                      |                     |                                                            |                  |
| 64 | 2          | «No Kind of Life» «Никакой жизни»                    | Kelly Makin         | Aubrey Nealon                                              | 27 сентября 2012 |
| Доктора Джейсона Элстона прямо из офиса увел неизвестный никому, кроме него, человек. Сэм, пытаясь помочь ему стабилизировать раненого ребёнка, сам оказывается в заложниках. А по следу уже идут преступники. Сэм и Джейсон оказываются под огнём.                                                                                 |            |                                                      |                     |                                                            |                  |
| 65 | 3          | «Run to Me» «Беги ко мне»                            | Stefan Pleszcynski  | Adam Barken                                                | 4 октября 2012   |
| Шестнадцатилетняя Сара с подругой решают с помощью полицейских избавиться от гнета Питера, который использует детей для совершения преступлений. План с самого начала выходит из-под контроля, но Джулс вовремя разгадывает намерения девушек.                                                                                      |            |                                                      |                     |                                                            |                  |
| 66 | 4          | «Eyes In» «Наблюдение»                               | David Frazee        | Aubrey Nealon                                              | 11 октября 2012  |
| Талантливый хакер Стюарт взламывает систему ГСР, чтобы сообщить о готовящемся преступлении и вывести их на след угонщиков грузовиков. Но его поступок ставит под угрозу жизнь Ребекки - девушки, с которой он общается через Интернет. Команда 1 должна оперативно вывести их обоих из-под удара.                                   |            |                                                      |                     |                                                            |                  |
| 67 | 5          | «Sons of The Father» «Сыновья своего отца»           | Stefan Pleszcynski  | Larry Bambrick                                             | 18 октября 2012  |
| Медсестра Пегги Уолш похищена на глазах своего жениха. Улики выводят Команду 1 на след Колина Хантера, сына серийного убийцы. Младший брат Колина Алан рассказывает о страшном эпизоде их детства, что дает Пегги шанс на спасение.                                                                                                 |            |                                                      |                     |                                                            |                  |
| 68 | 6          | «Below The Surface» «Под поверхностью»               | Brett Sullivan      | Daniel Godwin                                              | 25 октября 2012  |
| На детском празднике взрывается машина, в которой был лидер банды "Бригадиры". Сначала подозрение падает на конкурирующую банду, но молодой агент под прикрытием выясняет, что это зачистка рядов. Однако теперь его прикрытие раскрыто, а жизнь в опасности.                                                                       |            |                                                      |                     |                                                            |                  |
| 69 | 7          | «Forget Oblivion» «Забыть о забвении»                | Kelly Makin         | Mark Ellis & Stephanie Morgenstern                         | 1 ноября 2012    |
| Эллиот обладает уникальной фотографической памятью. Этим пользуются преступники: его заставляют на секретном заводе "скопировать в память" информацию о новейшем самонаводящемся оружии. А вскоре его память подвергнется новому испытанию, ведь чтобы помочь ГСР он должен извлечь из неё всего один небольшой кусочек информации. |            |                                                      |                     |                                                            |                  |
| 70 | 8          | «We Take Care of Our Own» «Мы сами о себе заботимся» | Stefan Pleszczynski | Larry Bambrick                                             | 8 ноября 2012    |
| Команда 1 идет по следу боевой диверсионной группы, состоящей из бывших военнослужащих, которые не смогли найти себе место в мирной жизни. |            |                                                      |                     |                                                            |                  |
| 71 | 9          | «Lawmen» «Блюститель закона»                         | David Frazee        | Сюжет: Aubrey Nealon Сценарий: Alex Levine & Aubrey Nealon | 15 ноября 2012   |
| Эд и Грег берут на патрулирование Дина и Кларка, но им приходится принять срочный вызов. Пока офицеры пытаются разобраться в ситуации, отделить копов от бандитов и защитить жену полицейского от местных наркодилеров, мальчики случайно видят, как этот полицейский прячет важную улику в мусорный бак.                           |            |                                                      |                     |                                                            |                  |
| 72 | 10         | «A World of Their Own» «Их собственный мир»          | Stefan Pleszczynski | Alex Levine                                                | 22 ноября 2012   |
| Фермер пытается защитить свою землю от принудительного выкупа под аэропорт и похищает сенатора, который начал это строительство. Он хочет просто показать ему, что для него и его глухого племянника значат эти земли. Но его напарник не столь щепетилен в выборе средств достижения своих целей.                                  |            |                                                      |                     |                                                            |                  |
| 73 | 11         | «Fit for Duty» «Годен для службы»                    | David Frazee        | Adam Barken                                                | 29 ноября 2012   |
| Эд на приеме у психолога вновь переживает сегодняшний вызов. Он должен научиться чувствовать боль, чтобы продолжать свою работу в ГСР. |            |                                                      |                     |                                                            |                  |
| 74 | 12         | «Keep the Peace - Part 1» «Сохранять мир (часть 1)»  | TBD                 | TBD                                                        | 6 декабря 2012   |
| В службе 911 обнаружена бомба. Команда 1 принимает вызов. Пока Спайк обезвреживает одну бомбу, в городе звучат ещё два взрыва. Повсюду хаос, паника, страх... Для того, чтобы уберечь мир, Паркер привлекает все силы. Но не все пройдут через это без потерь.                                                                      |            |                                                      |                     |                                                            |                  |
| 75 | 13         | «Keep the Peace - Part 2» «Сохранять мир (часть 2)»  | TBD                 | TBD                                                        | 13 декабря 2012  |
| Чтобы обезвредить оставшиеся бомбы, ГСР объединяются с медиками и пожарными. Но только один человек остается в радиусе каждого взрыва. В это время Джулс пытается выяснить мотивы взрывника. А последняя бомба все ещё не найдена.                                                                                                  |            |                                                      |                     |                                                            |                  |

## Рейтинги в США
В таблице представлены рейтинги просмотра каждой серии, основанные на предполагаемом среднем количестве зрителей, посмотревших эпизод.

### Сезон (2008—2009)
| 1  | 1  | «Scorpio»                 | July 11, 2008      | 1.9/6 | 8.13  |
| 2  | 2  | «First In Line»           | July 18, 2008      | 1.5/6 | 7.11  |
| 3  | 3  | «The Element of Surprise» | July 24, 2008      | 1.7/5 | 6.73  |
| 4  | 4  | «Asking for Flowers»      | July 31, 2008      | 1.8/6 | 7.64  |
| 5  | 5  | «Who’s George?»           | August 7, 2008     | 2.1/6 | 7.17  |
| 6  | 6  | «Attention Shoppers»      | August 14, 2008    | 1.6/4 | 6.31  |
| 7  | 7  | «He Knows His Brother»    | August 21, 2008    | 1.9/5 | 7.29  |
| 8  | 8  | «Never Kissed a Girl»     | September 11, 2008 | 2.2/6 | 8.55  |
| 9  | 9  | «Planets Aligned»         | September 18, 2008 | 2.6/7 | 9.66  |
| 10 | 10 | «Eagle Two»               | January 9, 2009    | 2.2/6 | 10.06 |
| 11 | 11 | «Backwards Day»           | January 16, 2009   | 2.3/7 | 10.38 |
| 12 | 12 | «Haunting the Barn»       | January 23, 2009   | 2.4/7 | 10.21 |
| 13 | 13 | «Between Heartbeats»      | February 13, 2009  | 1.9/6 | 8.86  |

### Сезон 2 (2009—2010)
| 14 | 1  | «Business As Usual»          | February 27, 2009 | 1.9/6 | 9.17 |
| 15 | 2  | «The Fortress»               | March 6, 2009     | 2.0/6 | 9.80 |
| 16 | 3  | «Clean Hands»                | March 13          | 1.9/6 | 9.40 |
| 17 | 4  | «Aisle 13»                   | April 3, 2009     | 1.8/6 | 8.64 |
| 18 | 5  | «The Perfect Family»         | April 10, 2009    | 1.9/6 | 9.72 |
| 19 | 6  | «Remote Control»             | April 24, 2009    | 1.6/5 | 8.18 |
| 20 | 7  | «Perfect Storm»              | May 1, 2009       | 2.1/7 | 9.57 |
| 21 | 8  | «Last Dance»                 | May 8, 2009       | 1.8/6 | 8.64 |
| 22 | 9  | «Exit Wounds»                | May 15, 2009      | 1.8/6 | 8.42 |
| 23 | 10 | «One Wrong Move»             | June 4, 2010      | н/д   | н/д  |
| 24 | 11 | «Never Let You Down»         | June 11, 2010     | 1.2/5 | 6.72 |
| 25 | 12 | «Just a Man»                 | July 9, 2010      | 1.1/4 | 5.81 |
| 26 | 13 | «Custody»                    | June 25, 2010     | 1.1/4 | 5.60 |
| 27 | 14 | «Coming To You Live»         | July 2, 2010      | 1.1/4 | 5.60 |
| 28 | 15 | «The Farm»                   | June 18, 2010     | н/д   | н/д  |
| 29 | 16 | «You Think You Know Someone» | July 30, 2010     | 1.1/4 | 5.71 |
| 30 | 17 | «The Good Citizen»           | July 23, 2010     | 1.2/4 | 6.06 |
| 31 | 18 | «Behind the Blue Line»       | July 9, 2010      | 1.2/4 | 6.10 |

### Сезон 3 (2010—2011)
| 32 | 1  | "Unconditional "     | July 16, 2010      | 1.1/4 | 5.76 |
| 33 | 2  | «Severed Ties»       | August 6, 2010     | 1.2/4 | 6.23 |
| 34 | 3  | «Follow the Leader»  | August 13, 2010    | 1.2/4 | 6.52 |
| 35 | 4  | «Whatever It Takes»  | August 20, 2010    | 1.3/4 | 6.40 |
| 36 | 5  | «The Other Lane»     | September 3, 2010  | 1.0/3 | 5.86 |
| 37 | 6  | «Jumping at Shadows» | September 10, 2010 | 1.1/4 | 6.09 |
| 38 | 7  | «Acceptable Risk»    | September 17, 2010 | 1.2/4 | 6.15 |
| 39 | 8  | «Collateral Damage»  | May 6, 2011        | 1.1/4 | 6.94 |
| 40 | 9  | «Thicker Than Blood» | May 13, 2011       | 1.3/5 | 7.64 |
| 41 | 10 | «Terror»             | June 3, 2011       | 1.1/5 | 6.90 |
| 42 | 11 | «No Promises»        | May 20, 2011       | 0.9/3 | 6.71 |
| 43 | 12 | «I’d Do Anything»    | June 10, 2011      | 1.0/4 | 6.01 |
| 44 | 13 | «Fault Lines»        | June 17, 2011      | 0.8/3 | 5.93 |

### Сезон 4 (2011—2012)
| 45 | 1  | «Personal Effects»           | July 8, 2011      | 1.2/5 | 6.37 |
| 46 | 2  | «Good Cop»                   | July 15, 2011     | 1.2/5 | 6.13 |
| 47 | 3  | «Run, Jaime, Run»            | July 22, 2011     | 1.2/5 | 6.34 |
| 48 | 4  | «Through a Glass Darkly»     | July 29, 2011     | 1.2/5 | 6.80 |
| 49 | 5  | «The Better Man»             | August 5, 2011    | 1.1/4 | 6.33 |
| 50 | 6  | «A Day in the Life»          | August 12, 2011   | 1.1/4 | 6.18 |
| 51 | 7  | «Shockwave»                  | August 19, 2011   | 1.0/4 | 5.85 |
| 52 | 8  | «Grounded»                   | October 18, 2011  | 0.6/2 | 1.30 |
| 53 | 9  | «The War Within»             | December 13, 2011 |       |      |
| 54 | 10 | «The Cost of Doing Business» | October 25, 2011  |       |      |
| 55 | 11 | «Wild Card»                  | November 1, 2011  |       |      |
| 56 | 12 | «A New Life»                 | November 8, 2011  |       |      |
| 57 | 13 | «A Call to Arms»             | November 22, 2011 |       |      |
| 58 | 14 | «Day Game»                   | November 29, 2011 | 0.4/2 |      |
| 59 | 15 | «Blue on Blue»               | December 6, 2011  |       |      |
| 60 | 16 | «Slowly burning»             | December 13, 2011 |       |      |